# Ballets modernes de Paris
Compagnie de danse française des années d'après-guerre
Les Ballets modernes de Paris a été la première compagnie professionnelle de danse moderne en France, une troupe active de 1951 à 1979. Elle a été fondée à Paris (France) par Dominique Dupuy, avec sa femme Françoise Dupuy.

## Historique
Françoise et Dominique Dupuy étaient tous deux danseurs, chorégraphes et pédagogues. Pionniers et témoins de la naissance de la danse moderne en France dans les années 1950 et les décennies suivantes, ils ont signé, chacun ou ensemble, en tout une cinquantaine de ballets.
Dominique Dupuy grandit dans un milieu très ouvert aux arts. Son père recueille juifs et communistes allemands qui fuient le nazisme. Il vient en aide notamment au danseur Jean Weidt, réfugié d’Allemagne, créateur des Ballets 38, une troupe professionnelle de danse moderne d'avant-guerre. Celui-ci deviendra le professeur de danse de Dominique Dupuy à partir de ses huit ans. Puis fait du théâtre et de la danse classique avec Olga Préobrajenska, Madame Illic et Nicolas Zvereff.
Françoise Dupuy commence la danse à cinq ans à l’Opéra de Lyon, puis suit des cours de rythmique Dalcroze chez Madame Birmelet et travaille ensuite plusieurs années chez Hélène Carlut. Pendant la guerre, elle travaille le théâtre, et la danse classique (avec Youri Algaroff et Youra Lobov). S'installant à Paris, elle est soutenue par Pierre Tugal, le directeur des Archives Internationales de la danse, ainsi que par Roger Blin. Elle travaille avec Marguerite Bougai, Nicolas Zvereff et Etienne Decroux et fait un bref passage au Ballet des Champs-Elysées.
C’est chez Jean Weidt, en 1946, que Françoise et Dominique Dupuy se rencontrent et font partie du Ballet des arts, sa troupe créée après-guerre. En 1949, Françoise et Dominique, tentent de constituer leur propre troupe, mais sans véritable succès. Ils décident alors de former un duo sous le simple nom de « Françoise et Dominique ». Commence une longue pérégrination à travers les théâtres parisiens où le couple se produit dans des spectacles de cabaret et music-hall, participe à des galas et nuits de toutes sortes. Ils dansent sous leur prénoms jusqu’en 1955, année de création de leur compagnie Les Ballets modernes de Paris (BMP), compagnie destinée à la recherche chorégraphique en danse moderne mais aussi en danse contemporaine.
La nouvelle compagnie se nomme « les Ballets modernes de Paris » car, comme Françoise et Dominique Dupuy l’expliquent eux-mêmes : «« "Ballet" est, à l’époque, le terme employé en France pour toute compagnie de danse, de quelque obédience qu’elle soit. [...] "Moderne" est le qualificatif qui désigne la danse que nous pratiquons. Aujourd’hui, on dirait "contemporaine". Paris est le siège de notre studio, découvert en 1954. Sis au 104, boulevard de Clichy, il abrite la compagnie et l’école. »
La troupe se produit pour la première fois au Festival international d’Aix-les-Bains, en août 1955, puis au théâtre Marigny en septembre et au théâtre Daunou. À la fin des années 1950, les chorégraphes Mendel et Andrews composent des chorégraphies pour les Dupuy. Dans les 1960, ils partent en tournée jusqu’en Afrique noire. Dominique Dupuy fait une incursion dans le jazz, en collaboration avec Katleen Henry d’Epinoy, et crée de nombreuses chorégraphies dans ce style. D’autre part, Françoise et Dominique reprennent des œuvres du répertoire du XXe siècle : Parade, L’après-midi d’un faune, Antigone, Orphée, etc.

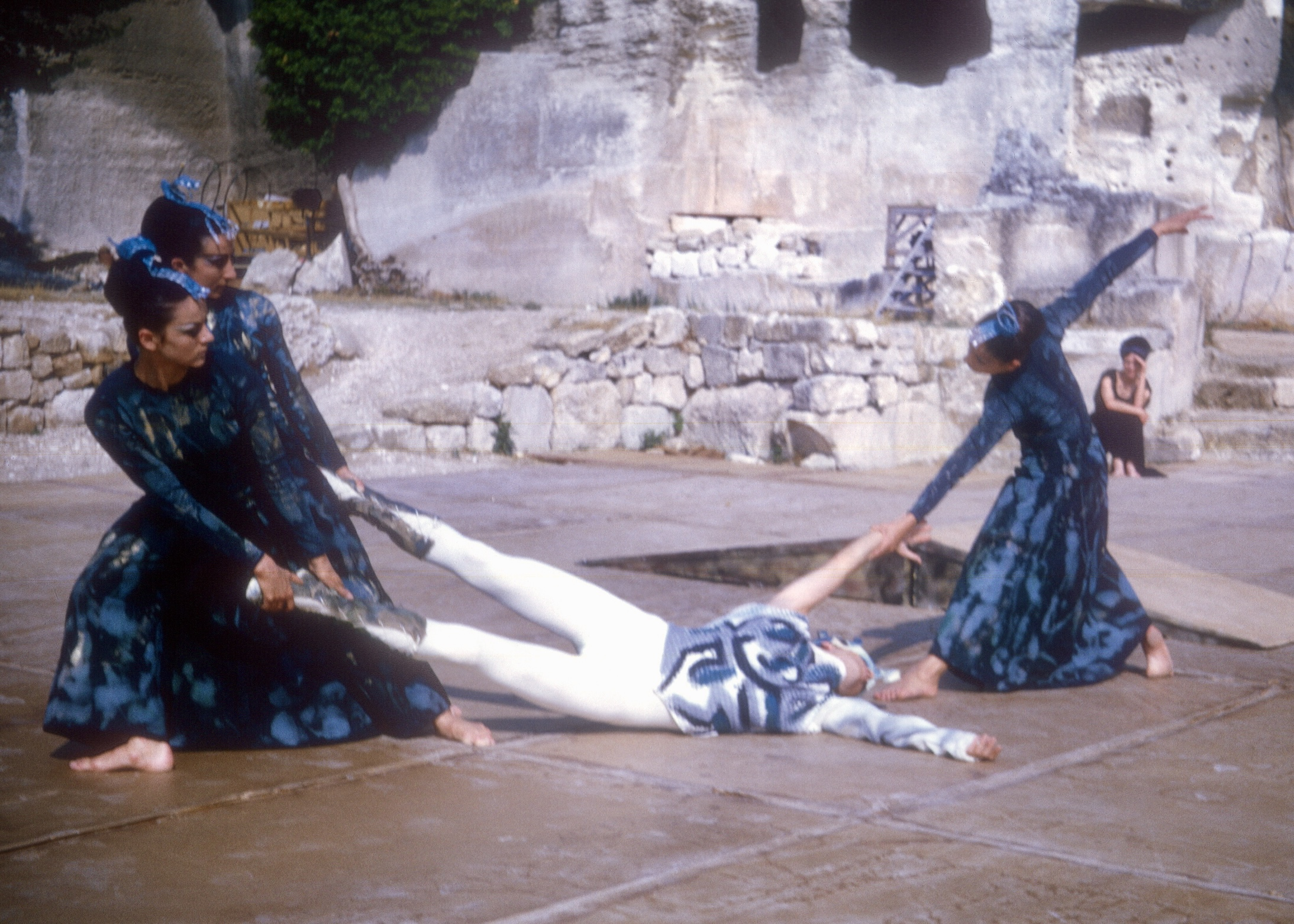
Répétition d'Antigone (Françoise Dupuy au fond), 1966, Les Baux-de-Provence.

En 1962, Françoise et Dominique Dupuy créent le premier festival en France entièrement consacré à la danse : le Festival des Baux-de-Provence (un petit village déjà popularisé par d'autres artistes tels Van Gogh, Cocteau, Picasso, etc.) Il y eut sept éditions (les représentations de 1968 furent annulées). Celle de 1969 fut la dernière. Les Ballets modernes de Paris y présentent leurs créations. Y sont invités aussi de nombreuses compagnies étrangères et danseurs de premier plan, notamment Merce Cunningham en 1964 (dont c’est la première venue en France), Karin Waehner, Jean Bouffort, Françoise de la Morandière, Oscar Fachino, ou encore la canadienne Colette Plouffe, des roumains, des turcs, etc.
Les Ballets modernes de Paris rayonnent en province, et sont accueillis aussi dans les théâtres parisiens, au Théâtre de l’Est parisien notamment, plusieurs années de suite. La compagnie donne plus de cent représentations par an. Dominique Dupuy et sa femme sont à l'origine de « quelques pièces-étapes de l'histoire de la danse moderne et contemporaine » dont Tannhäuser en 1963, une version de Le Mandarin merveilleux en 1965, Terre enchantée en 1966, Jeux d'espace en 1967, En pure perte en 1969, Objet-Danse en 1977 (musique de Denis Dufour) et Le Cercle dans tous ses états en 1979.
Spectacles, mais aussi animations, les Dupuy s’investissent énergiquement dans la sensibilisation d’un plus large public à la danse. De 1967 à 1969, ils collaborent au projet interdisciplinaire du Musée d’art moderne de la Ville de Paris (Animation, Recherche, Confrontation) qui associe arts plastiques, jazz et danse. En deux saisons, les Dupuy présentent 15 manifestations, regroupant 22 chorégraphes et 80 danseurs, rencontres qui ont pour thèmes : danse et musique concrète, danser dans le silence, la danse et sa pédagogie…
Les Ballets modernes de Paris sont dissous en 1979, après vingt-quatre ans de collaboration par Françoise et Dominique Dupuy, sans toutefois qu'ils cessent leurs activités : « La fin de la compagnie n’est pas un renoncement mais le début d’une nouvelle étape. » De 1978 à 1986, Françoise et Dominique Dupuy animent le Mas de la danse à Fontvieille et poursuivent leur activité, notamment avec l'association Ode après l'orage.